# 금강모치
금강모치(金剛-, 학명: Phoxinus kumgangensis)는 금강 수계와 한강 상류에 주로 서식하는 어종이자 토종 민물고기의 일종으로 잉어과 연준모치속에 속한다. 몸길이가 7~9cm 안팎인 소형 어종으로, 비늘빛이 다소 황색을 띠는 것이 특징이다. 수서곤충이 주된 먹이이다.